# Pont des Anges
Ne doit pas être confondu avec l’actuel pont Napoléon-III, à Nice aussi, mais sur le Var.
Pour les articles homonymes, voir pont Napoléon.
Le pont Napoléon est un ouvrage d’art construit sur le Paillon dans la ville de Nice.

## Situation et accès
Il était situé en aval du Pont-Vieux et du Pont-Neuf, près de l’embouchure du Paillon. 

## Origine du nom
Elle porte le nom de la baie des Anges.

## Historique
Le pont Napoléon fut construit peu après le rattachement du comté de Nice à la France. Sous la Troisième République, il prit le nom de pont des Anges, appellation en rapport avec celle de la baie des Anges : ces anges sont une espèce de requins. Ce pont Napoléon ou des Anges a permis de relier de façon rationnelle le quai du Midi (qui deviendra le quai des États-Unis en 1917) avec la promenade des Anglais. Ce pont fut démoli à l’occasion de la construction d’une dalle sur le Paillon, sur laquelle fut aménagé le jardin Albert-Ier.

## Galerie

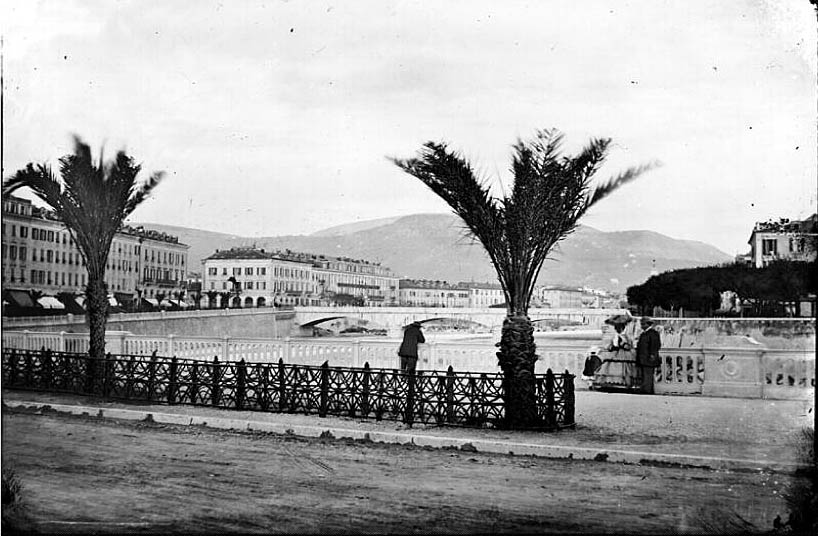
Vue vers l’amont du Paillon et le Pont-Neuf.
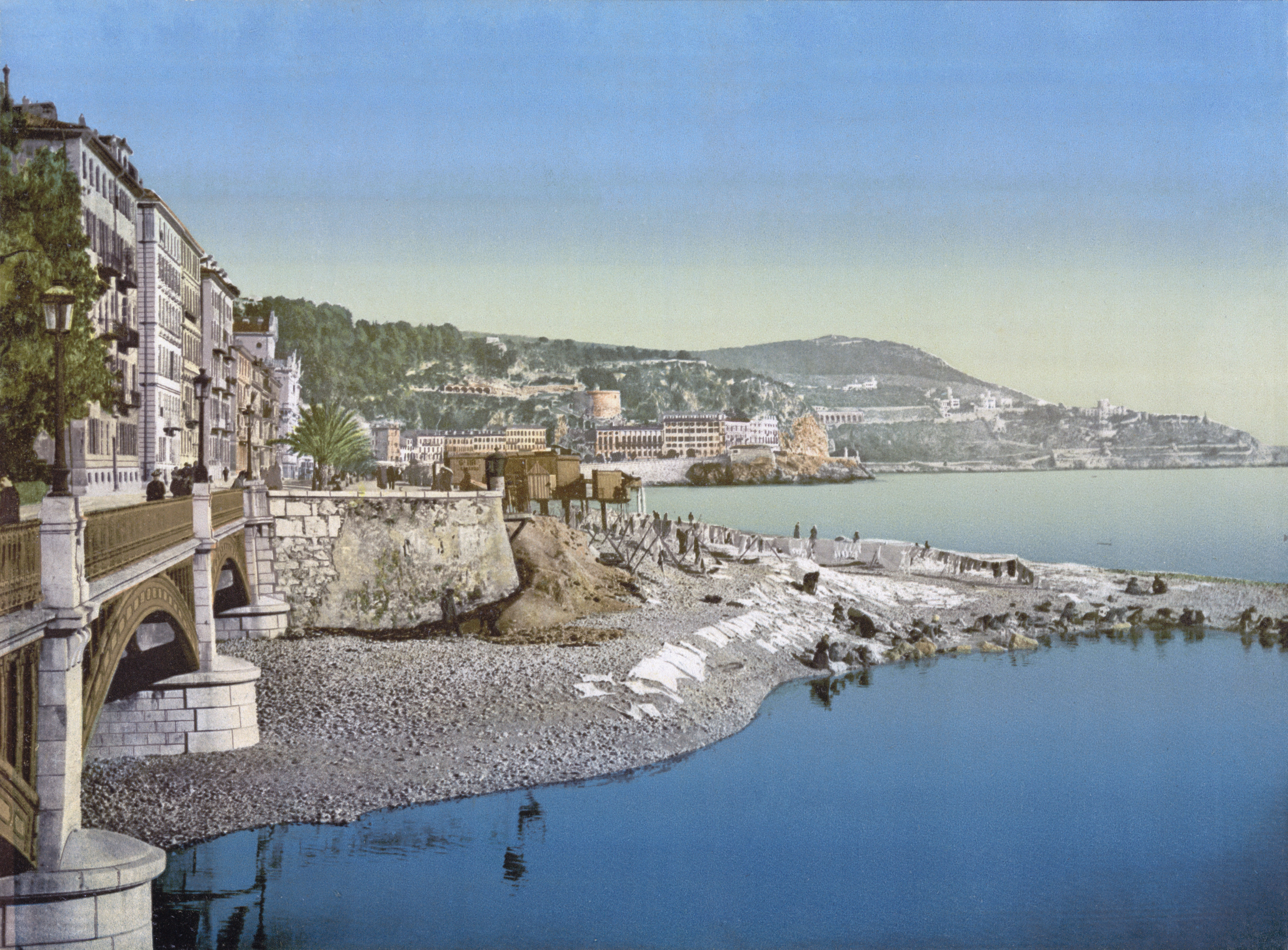
Vue vers le quai du Midi. Cliché de Charles Nègre.
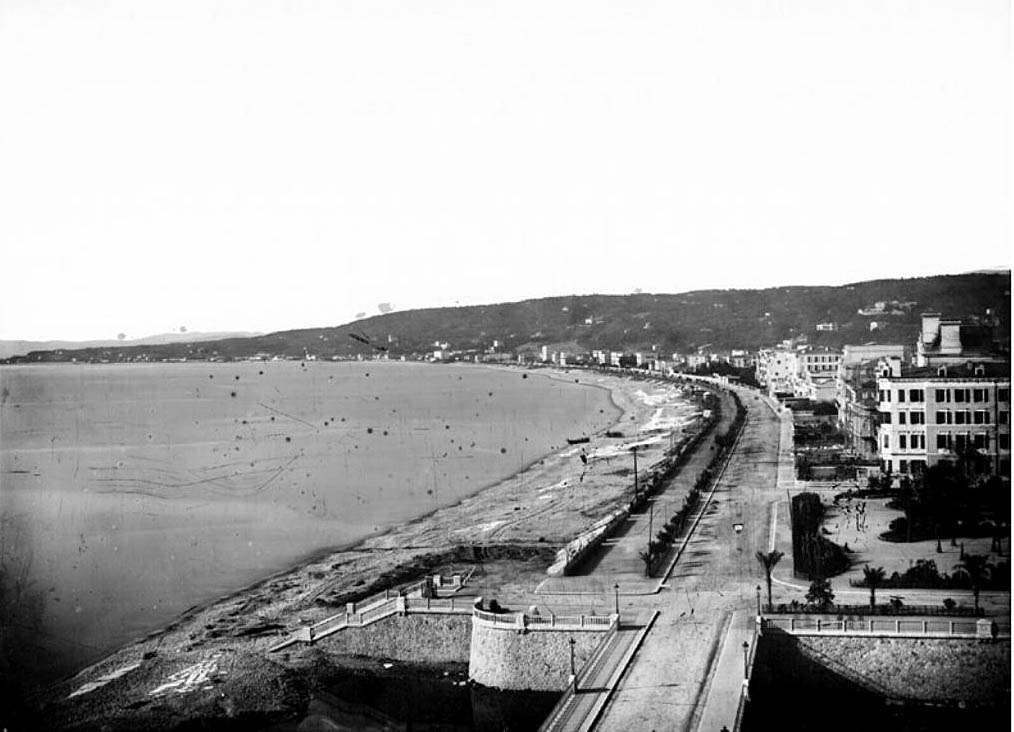
Vue vers la promenade des Anglais.